# Marvin Camras
Marvin Camras (* 1916; † 23. Juni 1995) war ein amerikanischer Elektroingenieur. Er gilt als Erfinder der Magnetaufzeichnung.
Er begann seine Karriere in den späten 1930ern als Student am Armour Institute (später Illinois Institute of Technology; IIT), wo er einen Draht-Rekorder baute. Auf Empfehlung seiner Professoren wandte er sich an die Armour Research Foundation  (später  IIT Research Institute) für die Entwicklung seiner Erfindung.
Bis 1994 lehrte er Elektrotechnik am IIT.